# Gia Luật Long Vận
Hàn Đức Nhượng (chữ Hán: 韩德让, 941 – 1011), người dân tộc Hán, nguyên quán Ngọc Điền, Kế Châu , tể tướng nhà Liêu, về cuối đời được ban tên họ là Gia Luật Long Vận (耶律隆运). Ông cùng các danh tướng Gia Luật Hưu Ca, Gia Luật Tà Chẩn là công thần hàng đầu thời Tiêu thái hậu, từng tham gia ký kết hòa ước Thiền Uyên.

## Tên gọi
Năm 1001, Đức Nhượng được ban tên là Đức Xương; năm 1004, được ban họ Gia Luật; năm 1010, được đổi tên là Long Vận. Chánh sử gọi ông là Gia Luật Long Vận, nhưng dã sử vẫn quen gọi là Hàn Đức Nhượng. 

## Thân thế và gia quyến
Cuối đời Đường, ông nội của Đức Nhượng là Hàn Tri Cổ – người dân tộc Hán bị bắt sang nước Liêu làm nô lệ – thăng quan đến chức Trung thư lệnh, được xét là một trong những Tá mệnh công thần của Liêu Thái Tổ. Cha ông là Hàn Khuông Tự, từng được phong Yên vương, thua trận nên bị giáng làm Tần vương; mất ở Nam Kinh khi gặp một sứ giả (lúc đó ông ta đang giữ chức Tây Nam Diện chiêu thảo sứ), được truy tặng Thượng thư lệnh. Đức Nhượng là con trai thứ hai của Hàn Khuông Tự, những người còn lại là Đức Nguyên, Đức Uy, Đức Sùng, Đức Ngưng (một trong những người này về sau được gọi là Gia Luật Long Hữu).

## Sự nghiệp

### Thời Liêu Cảnh Tông
Đức Nhượng tính thận trọng, đôn hậu lại có tài trí, mưu lược, nắm rõ cương lĩnh trị nước, mong muốn kiến công lập nghiệp. Đức Nhượng hầu hạ Liêu Cảnh Tông, nhờ cẩn thận mà nổi tiếng, được làm Đông đầu thừa phụng quan, bổ chức Khu mật viện thông sự, rồi chuyển làm Thượng kinh hoàng thành sứ, diêu thụ  Chương Đức quân tiết độ sứ, nhận chức cũ của cha là Thượng kinh lưu thủ, quyền Tri kinh sự, rất được khen ngợi. Sau đó Hàn Đức Nhượng phục vụ nhà Liêu như một tướng lĩnh quân đội vào năm 979. Ông dần dần được thăng chức. Hàn Đức Nhượng ở lại Nam Kinh và trở thành Thượng thư có ảnh hưởng và quyền lực nhất không lâu sau khi được thăng chức. Người đương thời lấy làm vẻ vang.
Mùa hạ năm 979, quân Tống chiếm Hà Đông, xâm phậm đất Yên, bọn Ngũ Viện  củ  tường ổn  Gia Luật Hi Đạt, thống quân Tiêu Thảo Cổ thua chạy. Thành Nam Kinh bị vây, người Tống vừa đánh vừa gọi hàng, tình thế khẩn trương, lòng người hoang mang, Đức Nhượng lên thành, đêm ngày phòng bị.
Sau trận Cao Lương Hà, quân Tống lui chạy, Đức Nhượng đón đánh, phá được. Nhờ công lao đó, Đức Nhượng được bái làm Liêu Hưng quân tiết độ sứ, gọi về làm Nam Viện xu mật sứ.

### Thời Tiêu thái hậu và Liêu Thánh Tông
Liêu Cảnh Tông băng hà năm 982, Đức Nhượng cùng Gia Luật Tà Chẩn đều nhận cố mệnh, lập Lương vương Gia Luật Long Tự làm đế, tức Liêu Thánh Tông, Tiêu hoàng hậu làm Tiêu hoàng thái hậu, xưng chế. Đức Nhượng làm Tổng túc vệ sự, càng được thái hậu sủng nhiệm. Năm 983, Đức Nhượng được gia phong thành Khai phủ nghi đồng tam tư, kiêm Chính sự lệnh.
Năm 985, Đức Nhượng trở thành chính trị gia kiêm Thừa tướng nhà Liêu. Từ đó Đức Nhượng đóng vai trò quan trọng trong việc ra quyết định và ổn định tình hình chính trị trong những năm đầu của vua Liêu Thánh Tông.
Năm 986, tướng Tống là Tào Bân, Mễ Tín đem 10 vạn quân tân công, Đức Nhượng theo Tiêu thái hậu và Liêu Thánh Tông ra quân đánh bại kẻ địch. Đức Nhượng được gia chức Tư không, phong Sở quốc công (楚国公). Sau khi trở về, được cùng Bắc phủ tể tướng Thất Phưởng cùng nắm quốc chánh. Đức Nhượng dâng lời rằng 4 châu Sơn Tây mấy lần gặp việc binh, lại thêm mất mùa, đề nghị giảm thuế để dân khỏi lưu tán, triều đình nghe theo.
Năm 988, Đức Nhượng nhận chiếu đem quân đánh Tống, vây Sa Đôi. Quân Tống đêm tối đến tập kích, Đức Nhượng giữ nghiêm quân để đợi, đánh đuổi được quân Tống, được phong Sở vương (楚王).
Năm 991, Đức Nhượng nói người Yên gian trá, tìm cách tránh nộp thuế, quý tộc cũng cấu kết với họ và đề nghị sai Bắc Viện tuyên huy sứ Triệu Trí răn dạy, triều đình nghe theo.
Năm 993, Đức Nhượng đang để tang mẹ thì nhận chiếu của Liêu Thánh Tông cưỡng ép nhận chức trở lại. Sang năm 994, Thất Phưởng nghỉ hưu, Đức Nhượng được thay làm Bắc phủ tể tướng (北府宰相), Kiêm lĩnh Xu mật sứ (兼领枢密使), Giám tu quốc sử, được Tiêu thái hậu ban hiệu là Hưng Hóa công thần. Tháng 6 ÂL năm 994, Đức Nhượng tâu rằng quan lại thẩm lý án kiện ở 3 kinh có nhiều lỗi lầm, đề nghị cấm ngặt. Triều đình nhà Liêu nghe theo. Ông lại dâng biểu xin nhiệm dụng người hiền, đuổi kẻ gian tà, Tiêu thái hậu vui vẻ nói: Tiến cử người giúp nước, là chức phận của bậc đại thần chân chính. Rồi ông được khen ngợi và được ban thưởng. Sau khi về triều, ông được Tiêu thái hậu gia phong chức Thái bảo, kiêm Chính sự lệnh. Gặp lúc Bắc Viện khu mật sứ Gia Luật Tà Chẩn qua đời, Liêu Thánh Tông có chiếu cho Đức Nhượng kiêm chức ấy, trở thành Kiêm Bắc viện xu mật sứ (兼北院枢密使). Sau đó ông được Liêu Thánh Tông bái làm Đại thừa tướng, tiến tước Tề vương (齐王), Tổng lưỡng khu phủ sự. Đức Nhượng cho rằng Nam Kinh, Bình Châu không được mùa, tâu xin cho trăm họ miễn nộp tiền nông cụ, rồi xin bình ổn giá cả các quận. Triều đình nhà Liêu đều nghe theo. 
Năm 1004, Đức Xương (xem phần tên gọi ở trên) theo Tiêu thái hậu đánh Tống, đến Hoàng Hà, ký kết liên minh Thiền Uyên rồi về. Ông được Liêu Thánh Tông phong là Tấn quốc vương (晋国王), được ban quốc tính Gia Luật, cho ra khỏi cung tịch , sau đó đổi thuộc Hoành trướng quý phụ phòng ; rồi ông được ban tên Long Vận (tức là Gia Luật Long Vận - 耶律隆运), địa vị ở trên thân vương, ban ruộng vườn cùng đất để sau này bồi táng cùng ông khi ông qua đời.
Long Vận tham gia đánh Cao Ly cùng Liêu Thánh Tông vào năm 1010, trên đường về thì mắc bệnh, Liêu Thánh Tông cùng hoàng hậu đích thân đến hầu việc thuốc men. Ông qua đời vào năm 1011, hưởng thọ 71 tuổi và được tặng Thượng thư lệnh, thụy là Văn Trung (文忠), cấp vật dụng an táng, xây miếu ở bên Càn lăng (nơi an táng Tiêu thái hậu và Liêu Cảnh Tông). 
Long Vận không có con, Liêu Thánh Tông đưa hai người con trai của Gia Luật Long Hữu (耶律隆祐, em trai của Long Vận) là Gia Luật Tông Nghiệp (耶律宗業) và Gia Luật Tông Phạm (耶律宗范) làm người kế tự cho Long Vận. Tuy nhiên cả hai người đó lại không có người kế tự cho mình. Sau này vua Liêu Đạo Tông lấy con của Ngụy vương Gia Luật Thiếp Bất là Gia Luật Gia Lỗ hay Gia Luật Tông Hi (耶律宗熙) làm người kế tự cho Gia Luật Tông Nghiệp và Gia Luật Tông Phạm. Về sau vua Liêu Thiên Tộ còn lập hoàng tử Gia Luật Ngao Lỗ Oát làm người kế tự cho Gia Luật Tông Hi.

## Quan hệ với Tiêu thái hậu
Sử cũ ngoài ghi chép về sự sủng nhiệm của Tiêu thái hậu đối với Đức Nhượng, chỉ nhắc đến một sự kiện: Năm 988, thái hậu xem đánh cúc, Hồ Lý Thất đẩy Đức Nhượng ngã ngựa, thái hậu lập tức mệnh cho chém đầu ông ta. 
Tương truyền Tiêu Xước và Đức Nhượng thiếu thời có hôn ước, về sau Tiêu Xước bị nạp vào cung. Sau khi Cảnh Tông băng, Tiêu thái hậu và Liêu Thánh Tông rơi vào cảnh ngộ mẹ góa con côi, bên trong chịu sự uy hiếp của tộc thuộc hùng cường, bên ngoài gặp việc tranh chấp với nhà Tống chưa dứt, đều dựa cả vào cố mệnh đại thần là bọn Đức Nhượng, nên Tiêu thái hậu nói với ông: Tôi từng được hứa gả cho ngươi, nay nguyện hòa hợp mối giao hảo cũ, còn ấu chủ giữ nước, cũng xem như con của ngươi vậy! Hai người nối lại duyên tình cũ. Sau đó Tiêu thái hậu hạ độc giết chết vợ của Đức Nhượng là Lý thị, vì vậy ông ra vào cung nội không hề cấm kỵ, sinh ra một con trai, chính là Sở vương Gia Luật Long Hữu. 

## Đánh giá
Gia Luật Long Vận là người Hán duy nhất được táng trong hoàng lăng của nhà Liêu. Ông là phụ chánh đại thần nhiều năm nhất, nắm giữ nhiều quyền lực nhất, nhận được nhiều ân sủng nhất; đối với tình hình chánh trị đầu thời Liêu Thánh Tông, trong các vấn đề: cải cách chế độ, hòa hợp dân tộc Khiết Đan – Hán, khống chế nhà Tống, ký kết minh ước đều có vai trò rất quan trọng.

## Trong văn hóa đại chúng
- Được đóng bởi Lee Jin-woo trong bộ phim truyền hình Hàn Quốc KBS2 năm 2009 Empress Cheonchu.[14][15]
- Được đóng bởi Đậu Kiêu và Lư Triển Tường trong bộ phim truyền hình Trung Quốc năm 2020 Yến Vân Đài.[16][17][18][19]